# 阿寒富士
阿寒富士（あかんふじ）是位在北海道東部的活火山。標高1,476公尺。

## 概要
圓錐形的優美山容，所以稱作阿寒富士。山域指定為阿寒摩周國立公園。

## 關連項目
- 阿寒摩周國立公園
- 雌阿寒岳
- 雄阿寒岳
- 鄉土富士

## 外部連結
- 國土地理院 地圖閱覽システム 2万5千分1地形圖名：雌阿寒岳（南西） （页面存档备份，存于）